# Drevdagens naturreservat
Drevdagens naturreservat är ett naturreservat i Älvdalens kommun i Dalarnas län.
Området är naturskyddat sedan 2023 och är 1 746 hektar stort. Reservatet ligger strax sydost om Drevdagen och består av tall, med gran i vissa sluttningar, längs bäckdråg och i sumpskogspartier.